# D. M. ジャヤラトナ
ディッサナーヤカ・ムディヤサラジ・ジャヤラトナ（英語: Dissanayaka Mudiyanselage Jayaratne, シンハラ語: දිසානායක මුදියන්සේලාගේ ජයරත්න, タミル語: திசாநாயக்க முதியன்சேலாகே ஜயரத்ன, 1931年6月4日 - 2019年11月19日）はスリランカの政治家。2010年から5年間、同国の第21代首相を務めた。スリランカ自由党創設メンバーの一人であり、国会議員となったのは1970年である。

## 生い立ちと私生活
1931年6月4日生まれ。スリランカの古都キャンディの郊外にあるガンポラで生まれる。1951年にソロモン・バンダラナイケがスリランカ自由党を結成した際、ジャヤラトナは教師をしていた。その後郵便局長を3年間務めていたこともある。

## 経歴
1970年、スリランカ自由党（SLFP）候補としてガンポラ選挙区から総選挙に出馬し、14,463票を獲得して統一国民党候補を破り当選した。その後、SLFPが惨敗した77年には落選するも89年にキャンディ選挙区で54,290票を獲得して当選し、政界に復帰した。
1994年に再選した後はチャンドリカ・クマーラトゥンガ大統領政権下で土地・農業・森林大臣として初めての内閣入りを果たした。

### 首相就任
2010年の総選挙で統一人民自由同盟が勝利し、SLFP最年長だったジャヤラトナが首相に就任した。